# 하비마 극장

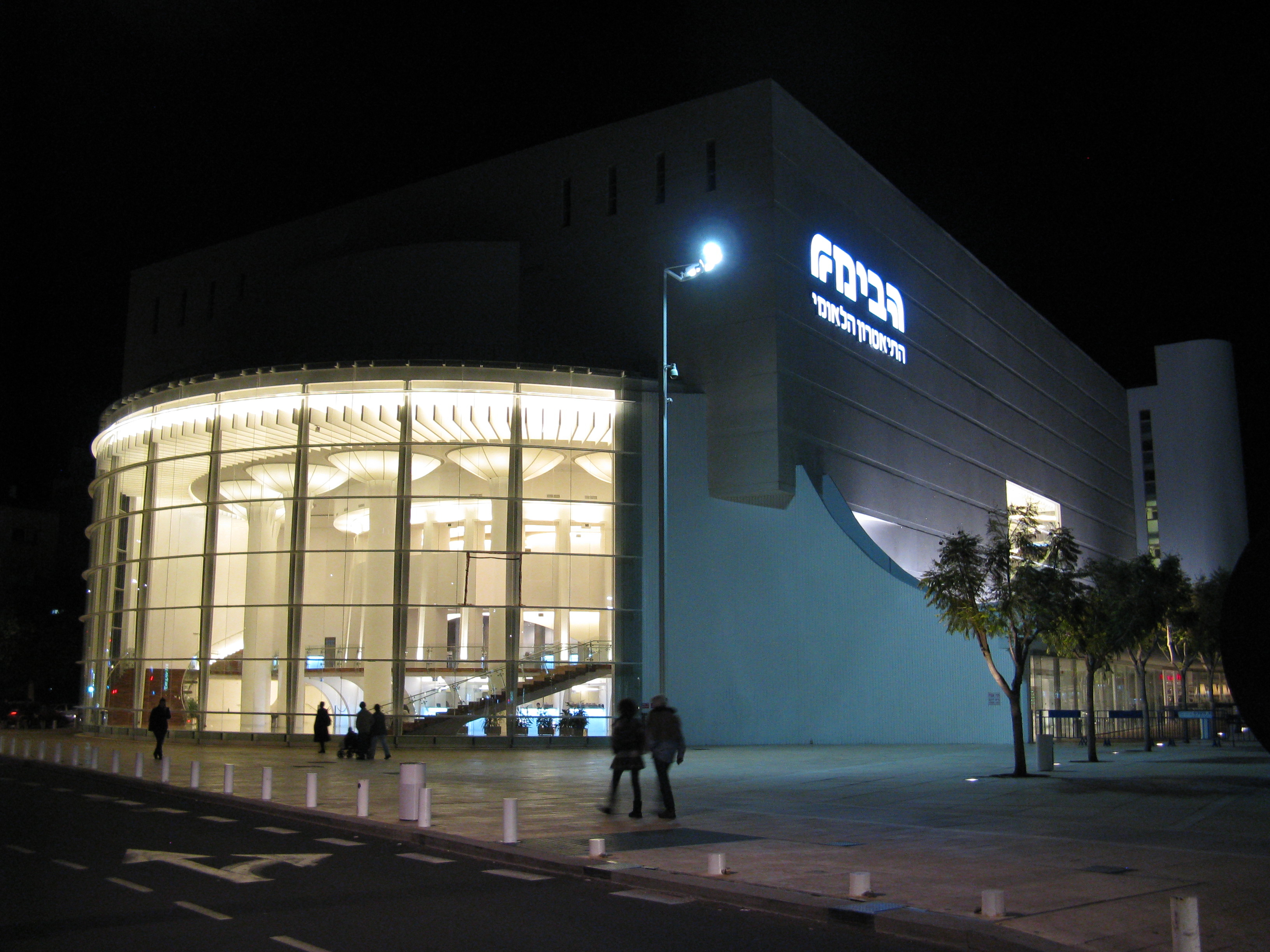
하비마 극장

하비마 극장(Habima Theatre)은 이스라엘 하비마 광장에 위치한 극장이다.